# تشارلز بادغر كلارك
تشارلز بادغر كلارك (بالإنجليزية: Charles Badger Clark)‏ هو كاتب ومؤلف وشاعر أمريكي، ولد في 1883 في ألبيا في الولايات المتحدة، وتوفي في 26 سبتمبر 1957.

## وصلات خارجية
- تشارلز بادغر كلارك على موقع ميوزك برينز (الإنجليزية)
- تشارلز بادغر كلارك على موقع أول ميوزيك (الإنجليزية)
- تشارلز بادغر كلارك على موقع ديسكوغز (الإنجليزية)